# Bazoches
För andra betydelser, se Bazoches (olika betydelser).
Bazoches är en kommun i departementet Nièvre i regionen Bourgogne-Franche-Comté i de centrala delarna av Frankrike. Kommunen ligger i kantonen Lormes som tillhör arrondissementet Clamecy. År 2022 hade Bazoches 165 invånare.

## Befolkningsutveckling
Antalet invånare i kommunen Bazoches
| Referens: INSEE |